# Mississippská kultura

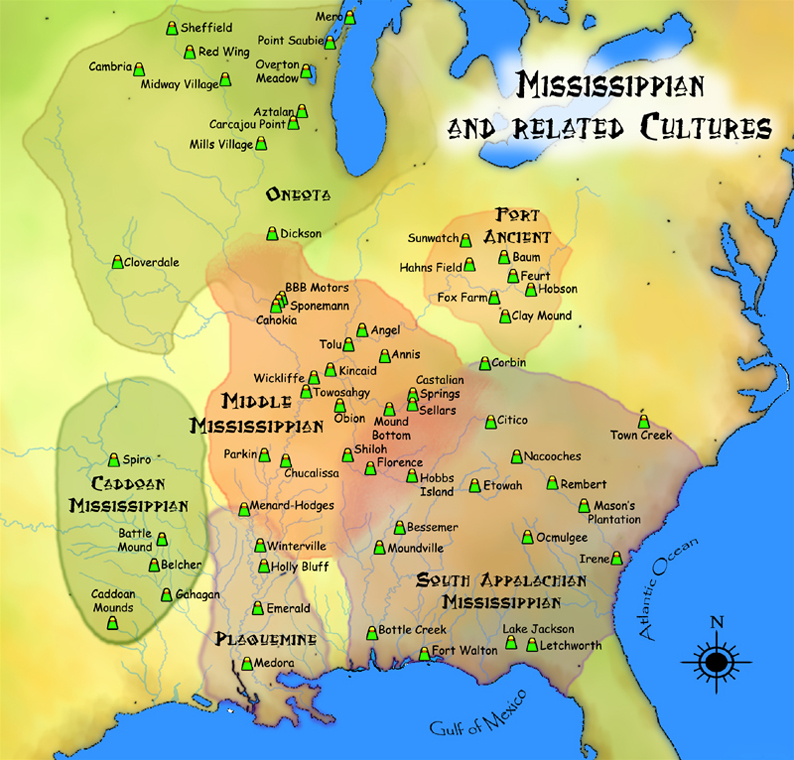
Území mississippské kultury

Mississippská kultura, též Mississippská mohylová kultura byla indiánská kultura v jihovýchodní části severní Ameriky existující zhruba v letech 700–1700. Rozkládala se zejména na území dnešních amerických států Mississippi, Alabama, Georgie, Arkansas, Missouri, Kentucky, Illinois, Indiana a Ohio. Byla již zemědělskou, pěstována byla kukuřice, fazole a tykve. Centrem kultury bylo patrně město Cahokia ležící v dnešním americkém státě Illinois, nedaleko St. Louis. Počet jeho obyvatel se odhaduje na třicet tisíc. Forma vlády byla v kultuře teokratická. Nejtypičtějším rysem kultury bylo budování mohyl, na jejichž vrcholu se nacházely kultické stavby. Mohyl se dochovalo na osmdesát, v Cahokii se nachází největší z nich, Monks Mound, třicet metrů vysoká, s rozlohou pět hektarů. Typickou pro kulturu byla též černá keramika s rytou výzdobou. Mezi oblíbené motivy patřili opeření hadi, okřídlení válečníci, svastiky, pavouci, lidské tváře s plačícíma nebo sokolíma očima a mnoho geometrických motivů. Kulturu zdecimovaly epidemie po kontaktu s okolním světem. Za dědice mississippské kultury se považuje dnes kmen Načezů, jehož populace ve 21. století však čítá již jen 500 osob.